# جنگل‌های کوهستانی نیسنا–اماتوله
جنگل‌های کوهستانی نیسنا-اماتوله (به لاتین: Knysna–Amatole montane forests) یک منطقهٔ مسکونی و جنگل در آفریقای جنوبی است که در کیپ شرقی واقع شده‌است.